# Bräunisheim
Bräunisheim ist ein Teilort der Gemeinde Amstetten im Alb-Donau-Kreis in Baden-Württemberg.

## Geschichte
Siedlungsbelege liegen bereits aus der späten Bronzezeit, aus der Eisenzeit und aus römischer Zeit vor, archäologische Funde im Ortsbereich belegen eine Siedlung seit der Merowingerzeit.
Erstmals urkundlich erwähnt wurde der Ort 1143. Nachdem es bereits 1382 an Ulm verpfändet worden war, gehörte das Dorf 1480 komplett zur Reichsstadt Ulm. 1803 gelangte Bräunisheim vorübergehend an Bayern, und 1810 mit dem Grenzvertrag zwischen Bayern und Württemberg an das Königreich Württemberg, wo es dem Oberamt Geislingen zugeordnet wurde. Bei der Einführung der Landkreise 1938 kam Bräunisheim zum Landkreis Ulm.
Mit der Gebietsreform in Baden-Württemberg wurde Bräunisheim am 1. Dezember 1973 nach Amstetten eingemeindet. Sein bisheriger Teilort Sontbergen wurde hingegen Gerstetten (Landkreis Heidenheim) zugeordnet.
In Bräunisheim ist auf dem Gebiet der ehemaligen Gemeinde eine Ortschaft im Sinne der baden-württembergischen Gemeindeordnung mit eigenem Ortschaftsrat und eigenem Ortsvorsteher eingerichtet. Sie umfasst lediglich das Dorf Bräunisheim.

## Bevölkerungsentwicklung
| - 1852: 236 - 1871: 259 - 1880: 252 - 1890: 232 - 1900: 223 - 1910: 213 - 1925: 226 - 1933: 232 | - 1939: 217 - 1950: 278 - 1956: 215 - 1961: 213 - 1970: 253 - 2011: 220 - 2018: 233 - 2020: 223 |

Volkszählungsergebnisse bzw. Fortschreibungen der Einwohnerzahl. Die Zahlen beziehen sich auf das Gemeindegebiet mit Gebietsstand vom 27. Mai 1970.

## Wappen
Die Blasonierung des ehemaligen Gemeindewappens lautet: „In Rot ein schräggestellter goldener Schlüssel, begleitet von zwei silbernen Muscheln.“

## Persönlichkeiten
- Robert Fleischhauer (1833–1903), Oberamtmann